# دافيدوفو
دافيدوفو (بالروسية: Давыдово) هي قرية في مقاطعة موسكو أوبلاست في روسيا. يبلغ عدد سكانها حوالي 10500 نسمة.